# Ribji pas
Ribji pas je del vodotoka z določenimi življenjskimi pogoji, v katerem prevladuje določena vrsta rib.
Vsi vodotoki se namreč od izvira do izliva spreminjajo tako po obliki struge kot po hitrosti toka (od česar je odvisna tudi količina kisika v vodi), podlagi, globini in rastju. Posledica vseh teh dejavnikov so spremembe flore in favne, ki se prilagaja lastnostim dela, kjer se nahaja. V določenih predelih tako uspevajo samo določene ribje vrste. Glede na to, katere vrste rib živijo v določenem predelu vodotoka ločimo (od izvira navzdol) naslednje ribje pasove:
- postrvji pas
- lipanski pas
- mrenski pas
- ploščičev pas
- izlivni pas (pri rekah, ki se izlivajo v večje reke ali jezera)
- brakični pas (pri rekah, ki se izlivajo v morje in kjer se mešata sladka in slana voda)

Pri tem je pomembno poudariti, da ti pasovi v stoječih vodotokih (jezera, ribniki ...) ne morejo biti oblikovani.